# Japan Airlines Flight 516
Japan Airlines Flight 516 var ett reguljärt passagerarflyg med flygbolaget Japan Airlines (JAL) från Nya Chitose-flygplatsen på Hokkaido till Tokyo-Hanedas internationella flygplats i  Tokyo. Den 2 januari 2024, klockan 17:47 lokal tid, kolliderade Japan Airlines Airbus A350-900 med en De Havilland Dash 8 från Japans kustbevakning under landningen. Kollisionen resulterade i en större brand, samt fem omkomna ombord på kustbevakningsplanet.
Båda flygplanen totalförstördes under branden som efterföljde olyckan. Detta markerade den första allvarliga olyckan med en Airbus A350, samt den första skrovförlusten för flygplanstypen sedan den introducerades i januari 2015. Det var även Japan Airlines första dödliga olycka sedan 1985.

## Flygplan
Japan Airlines-planet involverat i olyckan var en Airbus A350-941 med registreringsbeteckningen JA13XJ. Flygplanet var drygt två år gammalt vid olyckstillfället; det gjorde sin första flygning den 20 september 2021 och levererades till JAL i november samma år.
Den japanska kustbevakningens flygplan var en De Havilland Canada Dash 8-300 med registreringsbeteckningen JA722A. Flygplanet var cirka 16 år gammalt, med första flygning i november 2007 och levererans till kustbevakningen i mars 2009. Det hade tidigare skadats under jordbävningen vid Tohoku 2011, då det var parkerat på Sendai flygplats. Enligt uppgifter var flygplanet inte utrustat med en ADS-B transponder.

## Olyckan

### Kustbevakningsplanet
Japanska kustbevakningens plan, med sex besättningsmän ombord, var lastat med förnödenheter som skulle levereras till en flygbas i Niigata till följd av jordbävningen på Notohalvön som hade skett dagen innan. Det var ett av fyra plan utskickade av regeringen för att hjälpa de drabbade områdena.
Enligt rapporter stod flygplanet stilla på landningsbanan i ungefär 40 sekunder före olyckan. Kaptenen, som rapporterade att bakdelen av flygplanet plötsligt fattade eld kort efter att han ökade motoreffekten och innan explosionen som följde olyckan, överlevde med allvarliga skador, medan de fem resterande besättningsmännen omkom. Vraket från flygplanet lämnades kvar flera hundra meter från punkten där Japan Airlines planet slutligen stannade.

### JAL Flight 516
JAL516 avgick från Nya-Chitose flygplatsen vid 16:27 lokal tid (UTC+09:00). Flyget landade i mörkret med milda vindar, sikt mer än 10 km, få moln på 610 meters höjd (2 000 fot) och ett spritt molnlager på 2 700 meters höjd (9 000 fot).
Omkring klockan 17:47 kolliderade JAL516 med en De Havilland Canada Dash 8-300, tillhörande Japans kustbevakning, under landning på Tokyo-Haneda flygplats bana 34R. Bilder från en övervakningskamera visar ett stort eldmoln efter kollisionen, samt rök och eld från JAL-planet när det färdades ned för landningsbanan i cirka 1 km innan det stannade. Kabinen på Japan Airlines A350 fylldes snabbt med rök efter olyckan. Brandmän ankom till olyckan efter ungefär 3 minuter. Enligt Tokyos brandkår var elden mestadels släckt vid midnatt.
Enligt en talesman för JAL kände de tre piloterna en plötslig stöt direkt efter landning och tappade därefter kontrollen medan de försökte hålla planets kurs längs med landningsbanan. De var ovetande om att en brand hade brutit ut ombord innan de blev informerade av en flygvärdinna om att det brann i den vänstra motorn. En av piloterna sa senare att han hade sett ett objekt på landningsbanan som hade bekymrat honom innan olyckan. De tre piloterna nekade dock till att ha sett det japanska kustbevakningsplanet.
Med höger motor fortfarande igång evakuerades samtliga 367 passagerare och 12 besättningsmän ombord JAL516 genom tre av flygplanets åtta evakueringsrutschbanor, vid dörrarna 1L, 1R och 4L. Enligt JAL hade flygplanets meddelandesystem slutat fungera efter olyckan och besättningen fick istället instruera passagerarna med megafoner. Bland passagerarna fanns det åtta barn. Det fanns även två husdjur incheckade; en hund och en katt som båda omkom i olyckan. 14 personer ombord planet ådrog sig lindriga skador, varav fyra togs till sjukhus. Det noterades att ingen passagerare tog med sig sitt handbagage under evakueringen, en faktor som gjorde evakueringen smidigare. En annan faktor som bidrog till överlevnaden av alla passagerare var att flygplanet, en av de första kommersiella modellerna gjort av ett kolfiber-material, verkar ha motstått den initiala kollisionen samt den efterföljande branden väl. Flygplanet var helt evakuerat vid 18:05 JST, 18 minuter efter landning, och kaptenen var den sista personen att lämna flygplanet, enligt japans statligt ägda public service-företag NHK.